# Huancayo
Huancayo er en by i den centrale del af Peru, hovedstad i regionen Junín. Byen har et indbyggertal (pr. 2005) på cirka 430.000.